# Stizoides tridentatus
Stizoides tridentatus (лат.) — вид песочных ос рода из подсемейства Bembicinae (триба Bembicini). Длина от 12 до 22 мм. Основная окраска тела чёрная (голова, грудка, ноги, усики), 2-й и 3-й тергиты брюшка с жёлтыми перевязями. Крылья затемнённые. Клептопаразиты в гнёздах ос Sphex maxillosus. Охотничий инстинкт утратили. Ночуют на цветах. Личинка гнездового паразита питается запасами осы-хозяйки. Имаго питаются нектаром на цветах зонтичных растений. Палеарктика: южная и восточная Европа, Кавказ, Закавказье, Турция, Иран, Средняя Азия, Казахстан, Монголия, Северная Африка. Внесён в Красную книгу Украины. Впервые вид был описан в 1775 году датским энтомологом Иоганном Христианом Фабрициусом в составе рода Crabro.